# حرب الجنرالات

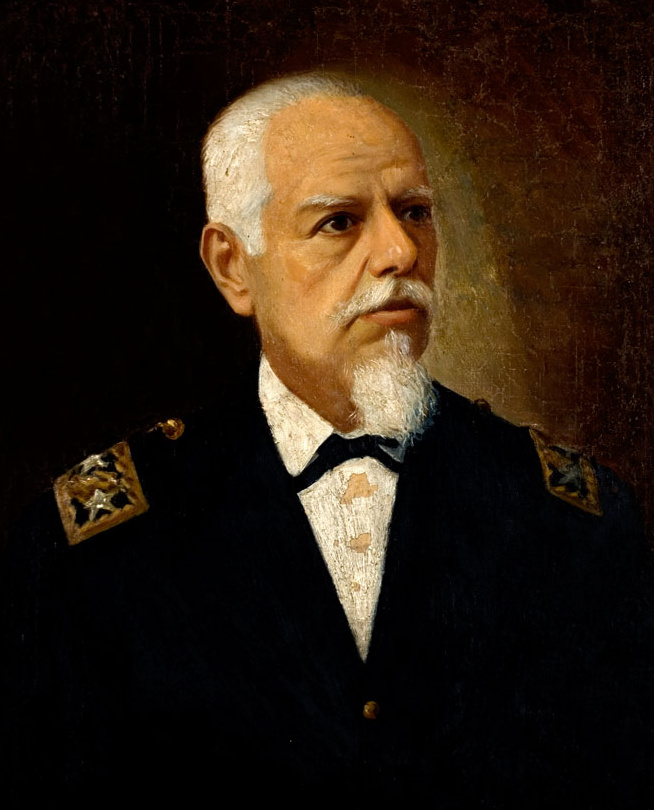
إلوي ألفارو

كانت حرب الجنرالات حربًا أهلية خاضتها الإكوادور في الفترة من 1911 إلى 1912. لقد كانت أسبابها هي المعارضة الليبرالية لحكم إلوي ألفارو الاستبدادي. بدأ التمرد في 28 ديسمبر 1911. حدثت المعركة الحاسمة للحرب في 18 يناير 1912 في Yaguachi حيث هزم الفارو وأسر. تم حرق جثة ألفارو علنًا في 28 يناير 1912. بلغ إجمالي الخسائر في كلا الجانبين حوالي 1500. بعد أقل من عام، ستندلع حرب أهلية جديدة في الإكوادور، والتي ستشهد انتفاضة مقاطعة إسمرالداس ضد حكم ليونيداس بلازا.